# PG1159-Stern
PG1159-Sterne (nach dem Stern PG 1159-035, der in der Palomar-Green-Durchmusterung entdeckt wurde) bezeichnet eine spezielle Klasse von Sternen, die sich in ihrer Entwicklung zwischen dem Rote Riesen- und dem finalen Weißen-Zwerg-Stadium befinden. Im Februar 2007 waren etwa drei Dutzend Objekte dieser Art bekannt.
Etwa 10 Prozent aller Weißen Zwerge gelingt es noch ein letztes Mal, die Heliumfusion zu zünden (Heliumflash), und erreichen somit erneut das Riesenstadium, bevor sie endgültig zu einem Weißen Zwerg ausbrennen. PG1159-Sterne liegen in diesem letzten Entwicklungsschritt und zeichnen sich durch die besondere chemische Zusammensetzung ihrer Atmosphäre aus: im Gegensatz zu anderen Sternen enthält sie nahezu keinen Wasserstoff, sondern wird von Helium, Kohlenstoff und Sauerstoff dominiert.
Die Oberflächentemperaturen von PG1159-Sternen liegen mit 70.000 bis 200.000 K enorm hoch. Der PG1159-Stern mit der Katalogbezeichnung H1504+65 gilt mit 200.000 K als heißester bekannter Stern überhaupt und schaffte es 2004 zu einem Eintrag in das Guinnessbuch der Rekorde.